# لینکلن اوییتور
لینکولن اوییتور (Lincoln Aviator) خودرویی است که در سال‌های ۲۰۰۳–۲۰۰۵در ایالات متحده آمریکا تولید شده‌است. است.